# Рівняння Ланжевена
Рівняння Ланжевена — стохастичне диференціальне рівняння, що використовується в статистичній фізиці для  опису процесів із випадковими силами, наприклад, броунівський рух.
Виходячи з рівняння Ланжевена, для випадкових сил із певними характеристиками можна побудувати рівняння Фоккера — Планка, які задають еволюцію функції розподілу змінної. 

## Броунівський рух
Перше рівняння, вивчене Полем Ланжевеном, описувало броунівський рух з постійним потенціалом, тобто прискорення {\displaystyle \mathbf {a} } броунівської частинки з масою {\displaystyle m}, що виражається через суму сили в'язкого тертя, яка пропорційна швидкості частинки {\displaystyle \mathbf {v} }  за законом Стокса, шумового члена {\displaystyle \mathbf {\eta } (t)} (назва, яка використовується у фізиці для позначення стохастичного процесу в диференціальному рівнянні) — за рахунок безперервних зіткнень частинки з молекулами рідини, і {\displaystyle \mathbf {\Phi } (\mathbf {x} )} — систематичної сили, що виникає при внутрішньомомекулярних та міжмолекулярних взаємодіях:
{\displaystyle m\mathbf {a} =m{\frac {d\mathbf {v} }{dt}}=\mathbf {\Phi } (\mathbf {x} )-\gamma \mathbf {v} +{\boldsymbol {\eta }}(t).}

## Розв'язок рівняння
Перепишемо рівняння Ланжевена без зовнішніх сил. Крім того, без втрати загальності можна розглядати тільки одну з координат.
{\displaystyle m{\ddot {x}}=-{\frac {1}{B}}{\dot {x}}+F(t)}
Будемо вважати, що випадкова сила задовольняє таким умовам:
{\displaystyle \langle F(t)\rangle =0}
{\displaystyle \langle F(t_{1})F(t_{2})\rangle =b\delta (t_{1}-t_{2})}
де b — деяка константа, яку ми визначимо пізніше, {\displaystyle \delta (t_{1}-t_{2})} — дельта-функція Дірака. Кутовими дужками позначено усереднення за часом. Це так звана дельта-корельована випадкова величина: її автокореляційна функція дорівнює дельта-функції. Такий випадковий процес також називається білим шумом.
Перепишемо рівняння в термінах швидкості:
{\displaystyle {\dot {v}}=-\lambda v+{\frac {F}{m}}}
де {\displaystyle \lambda ={\frac {1}{mB}}}
Нехай в початковий момент часу {\displaystyle t=t_{0}} частинка мала швидкість {\displaystyle v_{0}}. Будемо шукати розв'язки у вигляді: {\displaystyle v(t)=u(t)\exp(-\lambda t)}, тоді для {\displaystyle u(t)} отримаємо наступне диференціальне рівняння:
{\displaystyle {\dot {u}}(t)=\exp(\lambda t){\frac {F}{m}}}
У підсумку, отримуємо шуканий вираз для швидкості:
{\displaystyle v(t)=v_{0}\exp(-\lambda t)+\exp(-\lambda t)\int \limits _{0}^{t}{\frac {F(\tau )}{m}}\exp(\lambda \tau )d\tau }
З нього випливають два важливих співвідношення:
1. {\displaystyle \langle v(t)\rangle =v_{0}\exp(-\lambda t)}. Тобто середнє значення швидкості прямує до нуля з плином часу.
2. {\displaystyle \langle v^{2}(t)\rangle =v_{0}^{2}\exp(-2\lambda t)+{\frac {b}{2\lambda m^{2}}}\left(1-\exp(-2\lambda t)\right)}.

Середній квадрат швидкості з часом прямує до значення {\displaystyle {\frac {b}{2\lambda m^{2}}}}. 
Якщо припустити, що  кінетична енергія частинки з часом прямує до теплової, то можна визначити значення коефіцієнта {\displaystyle b}:
{\displaystyle b=2{\frac {k_{B}T}{B}}}
Перетворенням початкового виразу можна отримати, що:
{\displaystyle {\frac {d\langle x^{2}(t)\rangle }{dt}}={\frac {2}{\lambda }}\langle \left({\frac {dx}{dt}}\right)^{2}\rangle }
{\displaystyle \langle \mathbf {x} ^{2}\rangle =6k_{B}TBt}
Звідси випливає співвідношення Ейнштейна:
{\displaystyle D=k_{B}TB}
де B — рухливість броунівської частинки, а {\displaystyle D} - коефіцієнт дифузії.